# NGC 4058
NGC 4058 ist eine linsenförmige Galaxie vom Hubble-Typ S0-a im Sternbild Jungfrau. Sie ist schätzungsweise 255 Millionen Lichtjahre von der Milchstraße entfernt.
Das Objekt wurde am 24. März 1868 von George Mary Searle entdeckt.